# Eldridge (Iowa)
Eldridge è una città degli Stati Uniti d'America, situata nello Stato dell'Iowa, nella Contea di Scott.